# مهابهاشیه
مهابهاشیه (سانسکریت: महाभाष्य، آوانگاری: Mahābhāṣya، تلفظ سانسکریت: [mɐɦaːbʱaːʂjɐ])، به معنای تفسیر بزرگ، نام تبیین و تفسیر سوتراهای پانینی، موسوم به اشتادهیایی است.

## پتنجلی
این تفسیر اثر پتنجلی نحوی قرن دوم پیش از میلاد است.
دربارهٔ اینکه آیا پاتانجلی مؤلف یوگا سوترا با پاتانجلی مفسر رساله دستور زبان پانینی مهابهاشیه، یکی هستند یا نه، بین ارباب تحقیق آرای ضد و نقیضی جاری است. اما مدرکی در دست نیست که این دو پتنجلی را شخص واحدی ندانیم.